# Stimmhafter retroflexer Nasal
Ein stimmhafter retroflexer Nasal ist ein Konsonant, bei welchem die Spitze der nach hinten gebogenen Zunge am harten Gaumen liegt und alle Luft, bei schwingenden Stimmbändern, durch die Nase entweicht.
Lautliche und orthographische Realisierung des stimmhaften retroflexen Nasals in verschiedenen Sprachen:
- Schwedisch [⁠ɳ⁠]: Jedes n, das sich nach r befindet, „verschmilzt“ mit diesem zu einem Retroflex.
  - Beispiel: Björn [bjœɳ]
- Sanskrit: Konsonant ण (wissenschaftliche Umschrift (IAST): ṇ)
  - Beispiel: Panini पाणिनि Pāṇini [ˈpaːɳɪn̪ɪ]